# Ritsen

Verkeersbord dat ritsen aangeeft.

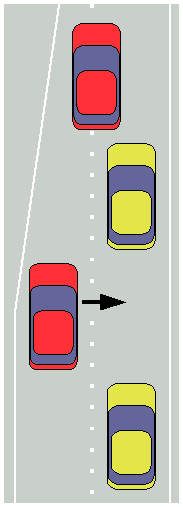
Eenvoudig ritsen: samenvoegen van twee rijstroken tot één

Ritsen is een term uit de verkeerskunde die gebruikt wordt om aan te geven dat er verplicht moet worden gewisseld van strook op een ordelijke manier, namelijk om-en-om. Het ritsen is dus het beurtelings invoegen van voertuigen op een vrije rijstrook bij een vermindering van het aantal rijstroken. (dit geldt overigens alleen waar twee rijstroken worden samengevoegd tot één: bij het samenvoegen van drie tot twee stroken is de situatie iets ingewikkelder).
Het strookwisselen is noodzakelijk op autosnelwegen op knelpunten waar de rijbaan met één strook versmalt. Bestuurders op de wegvallende rijstrook moeten invoegen in het verkeer van de aanliggende strook. Wanneer dit invoegproces ordelijk plaatsvindt waarbij één voertuig van de wegvallende strook invoegt tussen twee voertuigen op de aanliggende strook, spreken we van ritsgedrag (en kan het strookwisselen 'ritsen' worden genoemd).
De overheid houdt campagnes om ritsgedrag te bevorderen omdat bij het ritsen snel irritaties, agressie en gevoelens van onveiligheid ontstaan. Vaak omdat bestuurders die te vroeg invoegen het niet leuk vinden om andere auto's te zien doorrijden tot het einde van wegvallende rijstrook. Toch is dat doorrijden onderdeel van het gewenste ritsgedrag. Om het ritsgedrag te stimuleren zijn op veel knelpuntlocaties verkeersborden geplaatst met de teksten 'Ritsen na 300 m' en 'Ritsen vanaf hier'. In België is ritsen vanaf 1 maart 2014 verplicht, en dat op de correcte manier, namelijk vlak voor de wegversmalling. Niet ritsen kan een boete van 55 euro opleveren.
Het mag duidelijk zijn dat 'ritsen' eigenlijk alleen van belang is tijdens drukke periodes, want bij weinig verkeer ontstaan er geen problemen bij het strookwisselen en het invoegen tussen voertuigen op een andere strook, voor zover die aanwezig zijn.
Goed ritsgedrag bestaat uit de volgende gedragscodes:
- Zo lang mogelijk doorrijden op de invoegende rijstrook
- Op ongeveer 300 meter voor de versmalling (aangegeven met bord) rijsnelheid aanpassen aan de snelheid van de voertuigen op de aanliggende strook
- Voertuigen op aanliggende strook maken vrijwillig ruimte om invoegend voertuig tussen te laten;
- Op circa 50 meter voor de versmalling zonder afremmen en verstoringen in de ontstane ruimte (hiaat) invoegen, zodat invoegend voertuig en de achterligger de rit kunnen vervolgen;

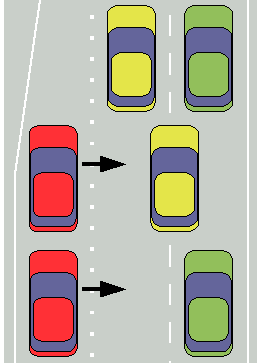
Ingewikkelder patronen: samenvoegen van drie rijstroken tot twee

## Ritsen met meer dan twee rijstroken

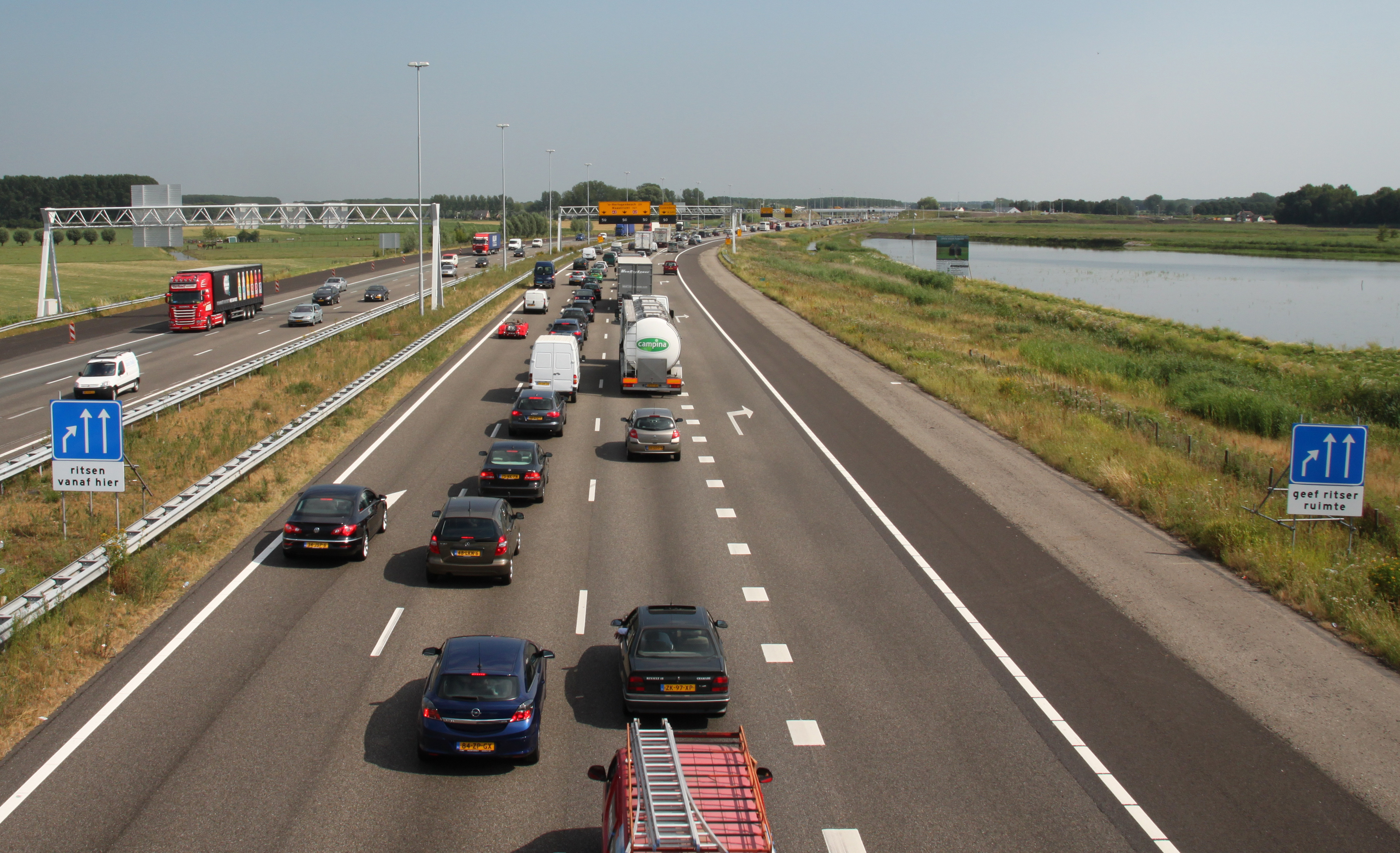
Ritsen van 3 naar 2 rijstroken zorgt vaak voor congesties.

Het samenvoegen van drie tot twee rijstroken levert een ingewikkelder patroon op dan het samenvoegen van twee rijstroken tot een. Hier ontstaan in feite twee ritsen:
1. van de middelste strook gaat een op de twee voertuigen een strook naar rechts, waar om de twee voertuigen een hiaat wordt opgezocht;
2. daarna voegen van de meest linker strook steeds twee voertuigen in een hiaat van de middelste strook.

Natuurlijk zal het beeld in de werkelijkheid anders zijn, maar uiteindelijk komen de verhoudingen wel zo uit.
Zouden de twee linker stroken 'normaal' ritsen, dan komen op de middelste strook (later de linker strook) tweemaal zo veel voertuigen terecht als op de rechter strook. Een vierde deel van de voertuigen op de nieuwe linker strook zal dan uiteindelijk de (snellere en minder volle) rechter strook kiezen.